# تپه حاج عوض تپه سی
الگو:جعبه ی اطّلاعات جای‌های تاریخی ایرانتپّه ی حاج عوض تپه سی مربوط به دوره ی اشکانیان - دوره ی ساسانیان - سده‌های اولیه دوران‌های تاریخی پس از اسلام است و در شهرستان میانه، بخش مرکزی، دهستان گرمه ی جنوبی، ۱ کیلومتری شمال روستای خلیفه باغی واقع شده و این اثر در تاریخ ۲۷ اسفند ۱۳۸۶ با شماره ی ثبت ۲۲۵۸۶ به‌عنوان یکی از آثار ملّی ایران به ثبت رسیده است.